# جورج بایتوی
جورج بایتوی (انگلیسی: George Bytheway؛ 27 March 1908 – ۱۹۷۹ (۷۰−۷۱ سال)) بازیکن فوتبال اهل پادشاهی متحد بریتانیای کبیر و ایرلند بود.
از باشگاه‌هایی که در آن بازی کرده‌است می‌توان به باشگاه فوتبال کاونتری سیتی اشاره کرد.